# Болюс (пищеварение)
Бо́люс (лат. bolus, от греч. βώλος — ком, кусок) — кусок частично пережёванной пищи, разжиженная фармацевтическая или иная субстанция, жидкость в объёме одного глотка во рту, а также в процессе прохождения до желудка через глотку, верхний пищеводный сфинктер и пищевод.
Также болюсом (газовым болюсом) называется порция воздуха, проходящая из желудка через пищевод в глотку при отрыжке или порция рефлюксата, забрасываемая из желудка в пищевод при гастроэзофагеальном рефлюксе. Такого рода болюсы изучаются с помощью импедансометрии пищевода.

## Стандартный болюс воды

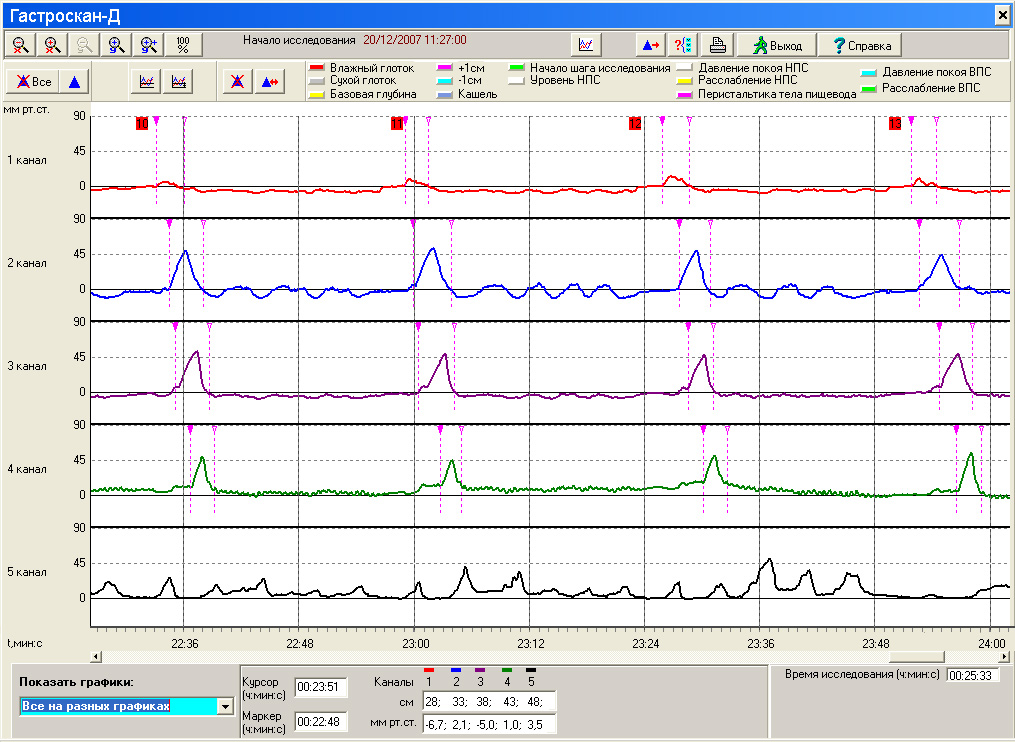
Манометрия пищевода. Видны четыре перистальтические волны при прохождении пищевода четырёх стандартных болюсов воды

При манометрическом исследовании моторики глотки, пищевода и (или) верхнего пищеводного сфинктера используется так называемый стандартный болюс воды (синоним: влажный глоток), означающий 5 мл воды комнатной температуры, вводимой пациенту в рот, например с помощью шприца.
В процессе прохождения стандартного влажного глотка до желудка с помощью специальной аппаратуры регистрируется давление в различных отделах желудочно-кишечного тракта и на основании произведённой записи делается заключение о состоянии пищевода и верхнего и нижнего пищеводных сфинктеров.